# Volta a Polònia femenina
La Volta a Polònia femenina és una competició ciclista per etapes femenina que es disputa a Polònia. La cursa es va crear al 1998 amb el nom de Eurosport Tour. Dos anys més tard va canviar el nom a Eko Tour Dookola Polski i no serà fins al 2007 quan adoptà el nom actual. Forma part del calendari de l'UCI.

## Palmarès
| Any                                    | Vencedora          | Segona                  | Tercera                    |
| -------------------------------------- | ------------------ | ----------------------- | -------------------------- |
| Eurosport Tour                         |                    |                         |                            |
| 1998                                   | Hanka Kupfernagel  | Susanne Ljungskog       | Sanna Lehtimäki            |
| 1999                                   | Judith Arndt       | Jenny Algelid           | Valentina Gerasimova       |
| Eko Tour Dookola Polski                |                    |                         |                            |
| 2000                                   | Lada Kozlíková     | Nicole Brändli          | Patricia Hempel            |
| 2001                                   | Christina Becker   | Lada Kozlíková          | Doris Posch                |
| 2002                                   | Valentina Karpenko | Anita Valen             | Noemi Cantele              |
| 2003                                   | Tetiana Stiàjkina  | Walentina Polchanowa    | Olga Sljussarewa           |
| 2004                                   | Tatiana Guderzo    | Maja Włoszczowska       | Bogumiła Matusiak          |
| 2005                                   | Bogumiła Matusiak  | Volha Hayeva            | Tereza Němcová             |
| 2006                                   | Bogumiła Matusiak  | Grete Treier            | Paulina Brzeźna-Bentkowska |
| Tour de Polònia                        |                    |                         |                            |
| 2007                                   | Kirsten Wild       | Grete Treier            | Stephanie Gaumnitz         |
| 2008                                   | Sara Mustonen      | Alexandra Burtschenkowa | Liesbet De Vocht           |
| No hi ha cursa entre 2009 i 2015       |                    |                         |                            |
| 2016                                   | Jolanda Neff       | Flávia Oliveira         | Tetyana Riabchenko         |
| No hi ha cursa entre entre 2017 i 2023 |                    |                         |                            |
| 2024                                   | Laura Molenaar     | Scarlett Souren         | Katarzyna Wilkos           |
| 2025                                   |                    |                         |                            |